# زنجان‌رود

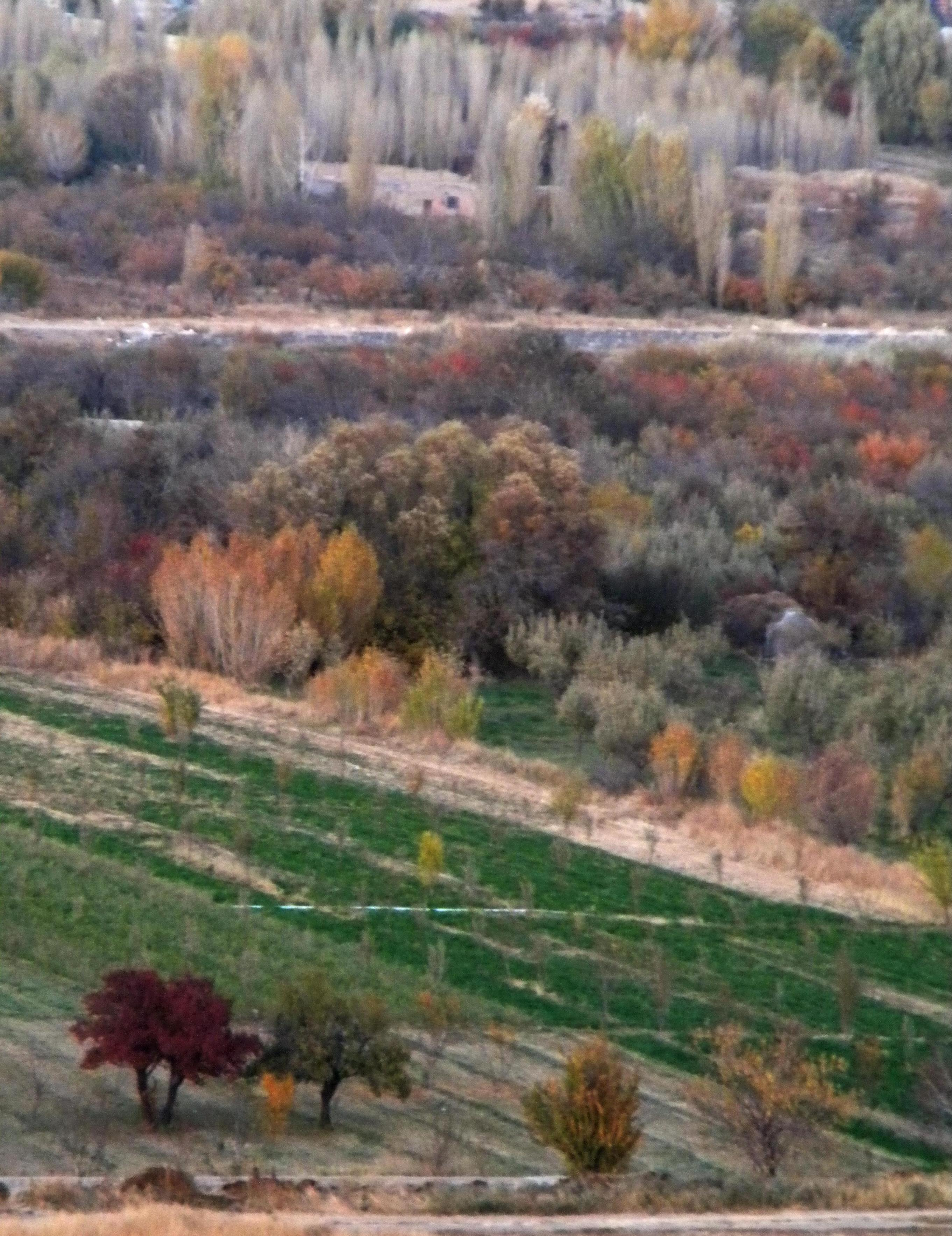
پاییز زنجانرود - زنجان چای

زنجان رود که در زبان ترکی آذربایجانی به زنجان چای معروف است، یکی از شعب رودخانه قزل اوزن است که از شهر زنجان می‌گذرد. این رودخانه با طول تقریبی ۱۲۰ کیلومتر از حدود سلطانیه واقع در جنوب خاور زنجان سرچشمه می‌گیرد و بعد از گذر از جنوب شهر زنجان در حدود روستای رجعین در کیلومتر ۸۴ شمال باختری زنجان به رودخانه قزل اوزن می‌ریزد. جریان رودخانه از جنوب خاوری به شمال باختری است و اوایل آن زاینده رود است. حمدالله مستوفی در نزهةالقلوب می‌نویسد آب زنجان رود که آن را ناج رود، ماج رود، ماخ رود، ناجر رود و ناخرود خوانند از توابع سلطانیه برمی‌خیزد و با آب کوه‌های زنجان جمع شده بر ولایت زنجان می‌گذرد و به سفید رود می‌ریزد. طول آن ۲۰ فرسنگ باشد و در این رود نیز از آغاز تا ۱۰ فرسنگ زاینده است.
این رود که در خاک شهر زنجان از میان باغات جنوبی شهر می‌گذرد در دو طرف بستر خود و تقریباً در تمام طول خود دره سر سبز باغات زنجان‌رود را تشکیل می‌دهد که از سلطانیه شروع و در روستای رجعین پایان می‌یابد و در این مسیر نه تنها باغات طرفین بستر رودخانه از آب این رودخانه آبیاری می‌شوند بلکه با بستن سدهای محلی موسوم به «باستیان» آب رودخانه را به جوی‌های منشعبه از آن هدایت می‌نمایند و به وسیلهٔ آن جوی‌ها باغات و کشتزارهای شهر را آبیاری می‌نماید. در گذشته بسیار نزدیک این جوی‌ها در محدوده خاک شهر زنجان که از روستای سایان واقع در ۶ کیلومتری شرق زنجان با باستیان‌های محلی شروع و در قریه کوشکان ولقع در ۸ کیلومتری باختر زنجان پایان می‌یافت، از خاور به باختر عبارت بودند از: نهر خراب، نهر زرتان، هر گلجین، نهر خساغ، نهر اکبر، نهر رامین، نهر فولاد، نهر توپ آغاجی، نهر مال دره، نهر دفترخانه، نهر خلول، نهر سرداب، نهر زنجان، نهر اسحق. نحوه ساخت باستیان یا سد محلی به این گونه بوده است که مالکین باغات جنوب خاوری باستیان یا سد محلی اولیه جلو جریان آب را می‌گرفتند و با تشکیل دادن حوضچه‌های آب رودخانه را بالا می‌آوردند و در نتیجه قسمتی از آب زنجان‌رود را به نهر خراب (سایان ارخی) بسته سوار می‌کردند و با آن باغات و اراضی زراعی خود را مشروب می‌کردند. بعد آب زنجان‌رود پس از پر شدن حوضچه در بستر خود جریان می‌یافت و با آب‌های زائد از بستر رودخانه بسوی باستیان دوم (نهر رزتان) بسته که چند صد متر پایین‌تر از آن احداث شده بود جاری می‌شد. و در مبدأ نهر ورتان باز قسمتی از آب رودخانه زنجان‌رود سوار نهر وران می‌شد. و اراضی و باغات اطراف خود را مشروب یکرد و بقیه آن باز در بستر رودخانه جاری می‌شد و این روش تا آخر باستیان (مبدأ نهر اسحق) ادامه می‌یافت و به این ترتیب کلیه باغات نهر را از آب رودخانه زنجان‌رود مشروب می‌شدند و دره سرسبز را به وجود می‌آوردند.